# Łukasz Kossowski
Łukasz Kossowski (Kosowski) herbu Dołęga (zm. w 1658/1659 roku) – dworzanin królewski, cześnik łęczycki w latach 1643-1658.
Poseł na sejm 1646 roku.